# 科莱特·贝松
科莱特·贝松（法語：Colette Besson，1946年4月7日—2005年8月9日），法国女子田径运动员。她曾代表法国参加1968年和1972年夏季奥林匹克运动会田径比赛，其中1968年奥运会获得一枚金牌。